# Хиггинс, Маргарита
Маргарита Хиггинс (англ. Marguerite Higgins, 3 сентября 1920, Гонконг — 3 января 1966, Вашингтон) — американская журналистка, наиболее известная освещением Корейской войны. Её работа в 1951 году была отмечена Пулитцеровской премией за международный репортаж.

## Биография
Маргарита Хиггинс родилась в Гонконге в семье бывшего пилота Первой мировой войны и менеджера американской транспортной компании за рубежом. Получив начальное образование во Франции и Англии, она вместе с семьёй вернулась в Соединённые Штаты. Хиггинс посещала школу Анны Хэд в Беркли. В 1941 году она с отличием окончила университет Калифорнии, где участвовала в создании студенческой газеты The Daily Californian. Затем в течение лета Хиггинс стажировалась в качестве репортёра Vallejo Times-Herald и в новом учебном году поступила в магистратуру Школы журналистики Колумбийского университета. Будучи студенткой, она начала работать автором в газете Herald Tribune, редактор которой принял её в постоянный штат в 1942 году. Через два года корреспондента направили в лондонское бюро издания, а позднее — во французское. В качестве репортёра на последнем этапе Второй мировой войны она сопровождала силы 7-го армейского корпуса в Австрии. Вскоре в возрасте 24 лет она возглавила филиал газеты в Берлине.
За свои статьи из освобождённых концентрационных лагерей Бухенвальда и Дахау, а также обстрелянной резиденции Адольфа Гитлера в Берхтесгадене и оккупированного Мюнхена в 1945 году, она получила премию Нью-Йоркского клуба женщин-журналистов как лучший зарубежный корреспондент. В последующие годы она несколько лет освещала международные конференции и встречи, пока в 1947 году не стала корреспондентом Herald Tribune в Токио. Из Японии Хиггинс одним из первых американских журналистов выехала на место военных действий в Корее. Вскоре женщин-репортёров отстранили от освещения событий на линии фронта, и редакция газеты приказала Хиггинс вернуться в Токио, направив для освещения корейского конфликта Гомера Бигарта. Тем не менее Хиггинс отказалась уезжать и получила личное разрешение продолжить работу от генерала армии Дугласа Макартура. Два репортёра Herald Tribune продолжали освещать конфликт, конкурируя между собой. В 1951 они вместе с ещё четырьмя военными журналистами получили «Пулитцеровскую премию за освещение международных новостей». Хиггинс стала первой женщиной-лауреатом в этой номинации и третьей журналисткой за всю историю премии. Жюри отметило:
Она [Хиггинс] заслуживает отдельного уважения, поскольку, будучи женщиной, вынуждена работать в необыкновенной опасности. Оригинальный текст (англ.)She is entitled to special consideration by reason of being a woman, since she had to work under unusual dangers.
 В том же году репортёра наградили Премией Клуба зарубежных корреспондентов.

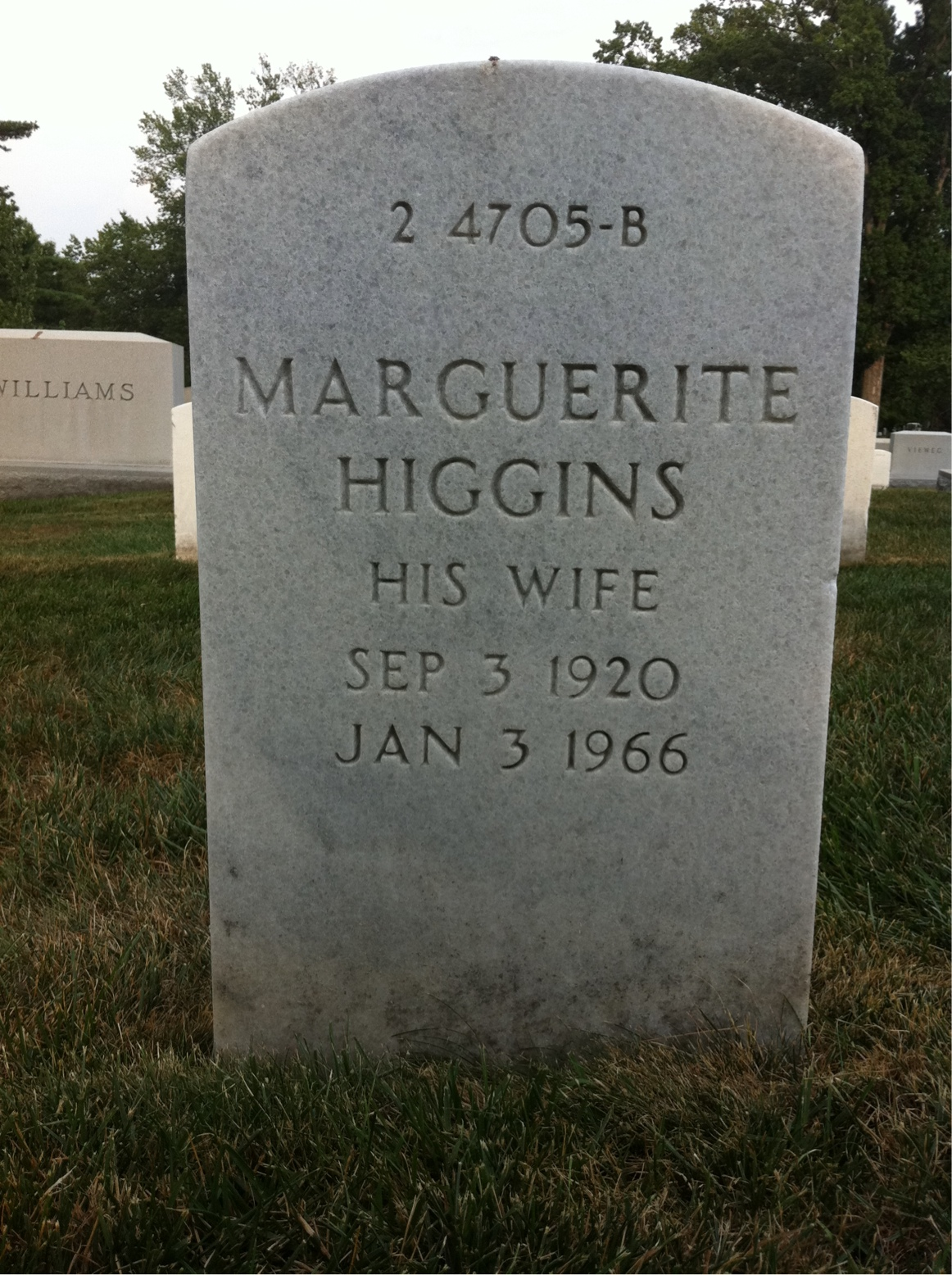
Могила Маргариты Хиггинс

По окончании военных действий в Корее Хиггинс некоторое время возглавляла московское бюро Herald Tribune, позднее освещала Вьетнамскую войну, в частности, брала интервью у последнего императора страны Бао-дай-де. В разные годы по заданию редакции она также общалась с шахиншахом Ирана Мохаммедом Резой Пехлеви, югославским революционером Иосипом Броз Тито, греческой королевой Фредерикой, испанским государственным деятелем Франсиско Франко, идеологом левого крыла индийского освободительного движения Джавахарлалом Неру и другими мировыми лидерами. Кроме того, в качестве дипломатического корреспондента Хиггинс сопровождала делегацию вице-президента Ричарда Никсона в СССР в 1959 году. Незадолго до закрытия Herald Tribune, где Хиггинс проработала более двадцати лет, она устроилась колумнистом в Newsday, а также начала писать статьи для ряда журналов и газет. Во время командировки в Лаосе она заразилась тропической болезнью лейшманиозом, ставшей причиной смерти журналистки в возрасте 45 лет. Хиггинс похоронили на Арлингтонском национальном кладбище в Вашингтоне в 1966 году.

## Личная жизнь
В 1942 году Хиггинс вышла замуж за профессора Гарвардского университета Стэнли Мура, но вскоре пара развелась. Незадолго до окончания Корейской войны журналистка познакомилась с генерал-майором ВВС Уильямом Э. Холлом, в браке с которым в 1953 году родила дочь. Недоношенный ребёнок скончался в течение недели. Через пять лет у семейной пары родился здоровый сын, а ещё через год — дочь.

## Награды
- Орден «За дипломатические заслуги» 3-й степени (Республика Корея, 31 августа 2010, посмертно)[8]. Вручён 2 сентября того же года министром иностранных дел и торговли Ю Мён Хваном[англ.] дочери Хиггинс — Линде Вандерблик[9].

## В культуре
В 1951 году Хиггинс выпустила книгу «Война в Корее: репортаж женщины-военного корреспондента», ставшую бестселлером. В последующее десятилетие она также написала сборник воспоминаний «Война в Корее», с которым ездила по стране, призывая американцев помогать жителям юга Кореи. Она неоднократно участвовала в телепередачах «Meet the Press» и «Today», давала лекции. Кроме того, Хиггинс продолжила карьеру писателя и издала воспоминания о командировке в СССР «Красный плюш и чёрный хлеб», автобиографические сборники «Новости — это нечто особенное», «Сверхурочная работа на небесах: приключения на дипломатической службе» и «Наш вьетнамский кошмар».
В 2019 году работа журналистки была отражена в фильме «Битва за Джангсари», где её сыграла Меган Фокс.